# ¿Has visto luciérnagas alguna vez?
¿Has visto luciérnagas alguna vez? (en turco: Sen Hiç Ateşböceği Gördün mü?) Es una obra escrita por Yılmaz Erdoğun. Una película basada en la obra fue lanzada en 2021 a través de Netflix, dirigida por Andaç Haznedaroglu y protagonizada por Yılmaz Erdoğun, Ecem Erkek y Engin Alkan.

## Producción
Erdogan comenzó a escribir la obra mientras prestaba servicio en la Academia de la Fuerza Aérea. Se representó por primera vez el 23 de enero de 1999 en el Centro Cultural Beşiktaş en Estambul. Erdogan recibió un día de permiso para asistir al estreno.
La obra tuvo un elenco de 17 personas y fue estrenada con el patrocinio de Telsim. Durante su ejecución en Estambul se representó 97 veces entre el 23 de enero de 1999 y el 23 de mayo de 1999. Más tarde, ese mismo año, durante junio, la obra se representó en Bursa, Denizli, Antalya, Isparta, Adana, Tarsus, Mersin y Chipre. así como Anatolia. Al año siguiente, la producción hizo una pausa temporal debido al embarazo del actor Demet Akbağ y, en noviembre, la obra se había representado un total de 505 veces. En agosto de 2002 Erdogan declaró que la obra había sido vista por 1 millón de personas.

### Reparto original
- Yılmaz ErdoğUn[12]
- Demet Akbağ
- Zerrin Sümer
- Sinan Bengier
- Salih Kalyon
- Altan Erkekli
- Bican Günalan
- Gürdal Tosun
- Figen Evren
- Neslihan Yeldan
- Caner Alkaya
- Deniz Özerman
- Şebnem Sönmez // Binnur Kaya[13]
- Vural Çelik

## Premios
- 3rd Afife Theatre Awards[14]
  - Premio especial Cevat Fehmi Başkut: Yılmaz Erdoğun
  - Actriz más exitosa en un musical o comedia: Demet Akbağ
  - Actriz de reparto más exitosa: Şebnem Sönmez
  - Puntuación de teatro con más éxito: Metin Kalender[15]
- Avni Dilligil Theatre Awards[16][17]
  - Mejor producción: Sen Hiç Comióşböceği Gördün mü?
  - Dramaturgo más exitoso: Yılmaz Erdoğun
  - Actriz de reparto más exitosa: Zerrin Sümer
  - Puntuación de teatro con más éxito: Metin Kalender[18]

## Adaptación de película
Una adaptación cinematográfica de la obra se lanzó el 9 de abril de 2021 en Netflix. Protagonizó a Yılmaz Erdoğan como Patrón y también contó con Ecem Erkek y Merve Dizdar. Erdogan había hablado previamente sobre su deseo de crear una adaptación cinematográfica ya en 2009.

### Reparto y caracteres
| Actriz/de actor      | Función            |
| -------------------- | ------------------ |
| Ecem Erkek           | Gülseren           |
| Yılmaz ErdoğUn       | Somer Yoğurtçuoğlu |
| Engin Alkan          | Nazif              |
| Devrim Yakut         | İclal              |
| Merve Dizdar         | İzzet              |
| Ushan Çakır          | Hazım              |
| Bülent Çolak         | KürşEn             |
| Bora Akkaş           | Veli               |
| Atakan Çelik         | Muhabir Sedat      |
| Ilgaz Kaya           | Nuran              |
| Fatih Özkan          | Servet             |
| Özlem Tokaslan       | Sürme              |
| Rıza Akın            | Okul Müdürü        |
| Ahmet RıGordo Şungar | Dündar             |
| Caner Alkaya         | HurşÉl Hoca        |
| Celal Tak            | Fotoğrafçı         |
| Asuman Dabak         | Maytap             |
| Ülkü Duru            |                    |
| Sinan Bengier        | Kâfur              |
| Beyti Engin          | Tevgir Hoca        |